# Canton de Bourgoin-Jallieu
Le canton de Bourgoin-Jallieu est une circonscription électorale française du département de l'Isère en région Auvergne-Rhône-Alpes.

## Histoire
Le canton de Bourgoin a été créé au XIXe siècle. Il devient « canton de Bourgoin-Jallieu » le 1er janvier 1967 lors de la réunification de Bourgoin et Jallieu.
Il disparaît en 1985 à la suite de la création des cantons de Bourgoin-Jallieu-Nord et Bourgoin-Jallieu-Sud par décret du 24 janvier 1985.
Un nouveau découpage territorial de l'Isère entre en vigueur à l'occasion des élections départementales de 2015. Il est défini par le décret du 18 février 2014, en application des lois du 17 mai 2013 (loi organique 2013-402 et loi 2013-403). Les conseillers départementaux sont, à compter de ces élections, élus au scrutin majoritaire binominal mixte. Les électeurs de chaque canton élisent au Conseil départemental, nouvelle appellation du Conseil général, deux membres de sexe différent, qui se présentent en binôme de candidats. Les conseillers départementaux sont élus pour 6 ans au scrutin binominal majoritaire à deux tours, l'accès au second tour nécessitant 12,5 % des inscrits au 1er tour. En outre la totalité des conseillers départementaux est renouvelée. Ce nouveau mode de scrutin nécessite un redécoupage des cantons dont le nombre est divisé par deux avec arrondi à l'unité impaire supérieure si ce nombre n'est pas entier impair, assorti de conditions de seuils minimaux. Dans l'Isère, le nombre de cantons passe ainsi de 58 à 29. Le canton de Bourgoin-Jallieu est reconstitué par ce décret.
Il est formé de communes des anciens cantons de Bourgoin-Jallieu-Nord (5 communes + 1 fraction), de Bourgoin-Jallieu-Sud (8 communes + 1 fraction) et de Saint-Jean-de-Bournay (1 commune). Avec ce redécoupage administratif, le territoire du canton s'affranchit des limites d'arrondissements, avec 14 communes incluses dans l'arrondissement de La Tour-du-Pin et une dans l'arrondissement de Vienne. Le bureau centralisateur est situé à Bourgoin-Jallieu.

## Représentation

### Conseillers généraux du canton de Bourgoin puis de Bourgoin-Jallieu de 1833 à 1985
| Période    | Période          | Identité                       | Étiquette          | Qualité                                                                                                  |
| ---------- | ---------------- | ------------------------------ | ------------------ | --- |
| 1833       | 1848             | Jean-Louis Tranchand           | Républicain modéré | Procureur du Roi à Bourgoin puis Président du Tribunal civil de Bourgoin, député (1848-1849)             |
| 1848       | 1852             | Louis Orcel                    |                    | Maire de Bourgoin (1848-1849)                                                                            |
| 1852       | 1871             | Joseph François Buisson        |                    | Maire de Bourgoin (1836-1848, 1851-1867), conseiller d'arrondissement                                    |
| 1871       | 1889             | Jean-Pierre Pierri             | Droite             | Banquier Maire de Bourgoin (1867-1878)                                                                   |
| 1889       | 1895             | Pierre Pascal                  | Républicain        | Manufacturier (papetier-cartonnier) aux Eparres                                                          |
| 1895       | 1909 (démission) | Louis Claret                   | Rad.               | Maire de Bourgoin (1892-1909)                                                                            |
| 1909       | 1913             | Charles Diederichs (1858-1938) | RG                 | Manufacturier Maire de Jallieu (1908-1919)                                                               |
| 1913       | 1919             | Lionel-Cottin (1881-1948)      | Républicain        | Fabricant de vélos Maire de Montceau (1908-1914) puis de Ruy (1929-1935)                                 |
| 1919       | 1925             | Jean-Baptiste Giray            | SFIO               | Cordonnier Député (1914-1919)                                                                            |
| 1925       | 1935 (démission) | Antoine, dit Antonin Faroud    | SFIO               | Fabricant de soieries à Bourgoin                                                                         |
| 7 avr.1935 | 1937             | André Cattin                   | Rad.               | Propriétaire cultivateur Maire de Jallieu (1930-1941), conseiller d'arrondissement                       |
| 1937       | 1940             | Joseph Abel (1888-1961)        | Rad.               | Industriel Maire de Saint-Savin (1925-1941), conseiller d'arrondissement                                 |
|            |                  |                                |                    | |
| 1943       | 1945             | Henri Drevet (1899-1985)       | ?                  | Directeur de soieries Maire de Jallieu Nommé conseiller départemental en 1943 Déclaré inéligible en 1944 |
|            |                  |                                |                    | |
| 1945       | 1951             | Jean-Claude Aubry              | PCF                | Professeur Maire de Bourgoin (1945-1947)                                                                 |
| 1951       | 1958             | Joseph Abel                    | Rad. puis DVD      | Maire de Saint-Savin (1947-1961)                                                                         |
| 1958       | 1976             | Pierre Grataloup               | Rad. puis DVD      | Notaire Maire de Saint-Chef (1953-2001) Élu en 1985 dans le Canton de Bourgoin-Jallieu-Sud               |
| 1976       | 1985             | Edmond Roy                     | PS                 | Chef d'entreprise Elu en 1985 dans le Canton de Bourgoin-Jallieu-Nord                                    |

### Conseillers d'arrondissement du canton de Bourgoin (de 1833 à 1940)
Le canton de Bourgoin avait deux conseillers d'arrondissement.
| Période                                  | Période      | Identité                          | Étiquette | Qualité |
| ---------------------------------------- | ------------ | --------------------------------- | --------- | --- |
| 1833                                     | 1845         | Joseph Étienne Martin (1769-1849) |           | Notaire à Bourgoin                                                                                          |
| 1833                                     | 1839         | Ennemond Patricot (1800-1862)     |           | Avoué, maire de Bourgoin                                                                                    |
| 1839                                     | 1852         | François Joseph Buisson           |           | Commerçant, maire de Bourgoin                                                                               |
|                                          |              |                                   |           | |
|                                          | 1890 (décès) | Joseph Michel Bédor (1831-1890)   |           | Négociant à Bourgoin                                                                                        |
|                                          |              |                                   |           | |
| 1892                                     |              | M. Perrigaux                      |           | |
| 1892                                     |              | Vincent Gay                       |           | Agriculteur à Saint-Chef                                                                                    |
|                                          |              |                                   |           | |
| av.1922                                  |              | M. Berliat                        | Radical   | |
| av.1922                                  |              | Robert Belmont                    | Radical   | Maire de Bourgoin (1925 et 1929-1937)                                                                       |
|                                          |              |                                   |           | |
|                                          | 1934         | André Cattin                      | Rad.      | Propriétaire cultivateur, maire de Jallieu (1930-1941)                                                      |
| 1934                                     | 1937         | Joseph Abel (1888-1961)           | Rad.      | Industriel , maire de Saint-Savin (1925-1941)                                                               |
| 1937                                     | 1940         | Eugène Bourjon                    | SFIO      | Révoqué par le Gouvernement de Vichy                                                                        |
| 1940                                     |              |                                   |           | Les conseils d'arrondissement ont été suspendus par la loi du 12 octobre 1940 et n'ont jamais été réactivés |
| Les données manquantes sont à compléter. |              |                                   |           | |

### Conseillers départementaux depuis 2015
| Période élective | Période élective | Mandat | Mandat   | Identité               | Nuance | Nuance | Qualité                                                                                           |
| ---------------- | ---------------- | ------ | -------- | ---------------------- | ------ | ------ | ------------------------------------------------------------------------------------------------- |
| 2015             | 2021             | 2015   | 2021     | Vincent Chriqui        |        | LR     | Conseiller régional, maire de Bourgoin-Jallieu et ancien directeur de campagne de François Fillon |
| 2015             | 2021             | 2015   | 2021     | Évelyne Michaud        |        | DVD    | Maire de Saint-Savin (2008-2020)                                                                  |
| 2021             | 2028             | 2021   | en cours | Mireille Blanc Voutier |        | LR     | Médecin au Centre hospitalier de Bourgoin-Jallieu                                                 |
| 2021             | 2028             | 2021   | en cours | Vincent Chriqui        |        | LR     | Conseiller sortant 12ème Vice-Président chargé de la transition écologique                        |

### Résultats détaillés

#### Élections de mars 2015
À l'issue du 1er tour des élections départementales de 2015, deux binômes sont en ballottage : Vincent Chriqui et Evelyne Michaud (Union de la Droite) avec 32,9 % et Robert Arlaud et Michèle Greck (FN) avec 27 %. Le taux de participation est de 47,26 % (16 138 votants sur 34 147 inscrits) contre 49,24 % au niveau départemental et 50,17 % au niveau national.
Au second tour, Vincent Chriqui et Evelyne Michaud sont élus avec 66,62 % des suffrages exprimés et un taux de participation de 46,81 % (9 501 voix pour 15 984 votants et 34 146 inscrits).

#### Élections de juin 2021
Le premier tour des élections départementales de 2021 est marqué par un très faible taux de participation (33,26 % au niveau national). Dans le canton de Bourgoin-Jallieu, ce taux de participation est de 27,93 % (10 169 votants sur 36 415 inscrits) contre 31,88 % au niveau départemental. À l'issue de ce premier tour, deux binômes sont en ballottage : Mireille Blanc Voutier et Vincent Chriqui (Union au centre et à droite, 40,08 %) et Jean-Philippe Bayon et Isabelle Renard (Union à gauche avec des écologistes, 27,53 %).
Le second tour des élections est marqué une nouvelle fois par une abstention massive équivalente au premier tour. Les taux de participation sont de 34,36 % au niveau national, 32,23 % dans le département et 28,06 % dans le canton de Bourgoin-Jallieu. Mireille Blanc Voutier et Vincent Chriqui (Union au centre et à droite) sont élus avec 60,42 % des suffrages exprimés (5 695 voix pour 10 219 votants et 36 419 inscrits),,.

## Composition

### Composition avant 1985
Avant sa scission, le canton était composé de 16 communes :
- Badinières
- Bourgoin-Jallieu
- Châteauvilain
- Crachier
- Domarin
- Les Éparres
- Maubec
- Meyrié
- Nivolas-Vermelle
- Ruy
- Saint-Chef
- Saint-Marcel-Bel-Accueil
- Saint-Savin
- Salagnon
- Sérézin-de-la-Tour
- Succieu

### Composition depuis 2015
Lors de sa création, le nouveau canton de Bourgoin-Jallieu comprend quinze communes entières.
À la suite de la fusion des communes d'Eclose et de Badinières au 1er janvier 2015 pour former la commune nouvelle d'Eclose-Badinières, il comprend quatorze communes.
| Nom                                      | Code Insee | Intercommunalité           | Superficie (km2) | Population (dernière pop. légale) | Densité (hab./km2) | Modifier                                    |
| ---------------------------------------- | ---------- | -------------------------- | ---------------- | --------------------------------- | ------------------ | ------------------------------------------- |
| Bourgoin-Jallieu (bureau centralisateur) | 38053      | CA Porte de l'Isère        | 24,37            | 29 816 (2022)                     | 1 223              | modifier les données · modifier les données |
| Châteauvilain                            | 38091      | CA Porte de l'Isère        | 8,82             | 744 (2022)                        | 84                 | modifier les données · modifier les données |
| Domarin                                  | 38149      | CA Porte de l'Isère        | 2,99             | 1 670 (2022)                      | 559                | modifier les données · modifier les données |
| Eclose-Badinières                        | 38152      | CA Porte de l'Isère        | 16,28            | 1 510 (2022)                      | 93                 | modifier les données · modifier les données |
| Les Éparres                              | 38156      | CA Porte de l'Isère        | 7,95             | 976 (2022)                        | 123                | modifier les données · modifier les données |
| Meyrié                                   | 38230      | CA Porte de l'Isère        | 3,43             | 1 088 (2022)                      | 317                | modifier les données · modifier les données |
| Nivolas-Vermelle                         | 38276      | CA Porte de l'Isère        | 6,09             | 2 716 (2022)                      | 446                | modifier les données · modifier les données |
| Ruy-Montceau                             | 38348      | CA Porte de l'Isère        | 20,81            | 4 771 (2022)                      | 229                | modifier les données · modifier les données |
| Saint-Chef                               | 38374      | CC Les Balcons du Dauphiné | 27,16            | 3 910 (2022)                      | 144                | modifier les données · modifier les données |
| Saint-Marcel-Bel-Accueil                 | 38415      | CC Les Balcons du Dauphiné | 18,23            | 1 507 (2022)                      | 83                 | modifier les données · modifier les données |
| Saint-Savin                              | 38455      | CA Porte de l'Isère        | 24,55            | 4 297 (2022)                      | 175                | modifier les données · modifier les données |
| Salagnon                                 | 38467      | CC Les Balcons du Dauphiné | 8,21             | 1 484 (2022)                      | 181                | modifier les données · modifier les données |
| Sérézin-de-la-Tour                       | 38481      | CA Porte de l'Isère        | 9,31             | 1 134 (2022)                      | 122                | modifier les données · modifier les données |
| Succieu                                  | 38498      | CA Porte de l'Isère        | 8,35             | 774 (2022)                        | 93                 | modifier les données · modifier les données |
| Canton de Bourgoin-Jallieu               | 3802       |                            | 186,55           | 56 397 (2022)                     | 302                | modifier les données                        |

## Démographie
En 2022, le canton comptait 56 397 habitants, en évolution de +7,12 % par rapport à 2016 (Isère : +3,07 %, France hors Mayotte : +2,11 %).
| 2013   | 2018   | 2022   |
| ------ | ------ | ------ |
| 51 156 | 53 993 | 56 397 |